# 2020 en Russie
Cet article présente les faits marquants de l'année 2020 en Russie.

## Évènements
- 15 janvier : le Premier ministre Dmitri Medvedev démissionne, Mikhaïl Michoustine est nommé à sa place[1].
- 29 mai : déversement de pétrole à Norilsk dans le kraï de Krasnoïarsk, l'état d'urgence y sera déclaré le 3 juin.
- 25 juin au 1er juillet : référendum constitutionnel.
- 12 septembre : la docteure Lena Grigorieva, directrice du Centre pour l'Utilisation Collective de la Paléontologie Moléculaire, annonce que des éleveurs de rennes ont découvert sur l'île de Grande Liakhov deux corps d'ours des cavernes extrêmement bien conservés datés d'entre 22 000 et 39 500 ans, un adulte et un ourson, qui conservaient encore leur pelage, leurs organes internes et leurs nez, ce qui va permettre d'étudier mieux cette espèce en utilisant de nouveaux domaines scientifiques (microbiologie, génétique moléculaire, etc), alors qu'on ne la connaissait jusque-là qu'à travers d'ossements[2],[3],[4].